# Roches gravées précolombiennes de l'Anse des Galets
Les roches gravées précolombiennes de l'Anse des Galets sont un site archéologique de Guadeloupe, situé à quelques kilomètres du bourg de Trois-Rivières. Il fait partie de l'ensemble de sites de gravures rupestres rassemblés sous l'appellation roches gravées de Trois-Rivières. Le site a été classé monument historique en 2012.

## Historique

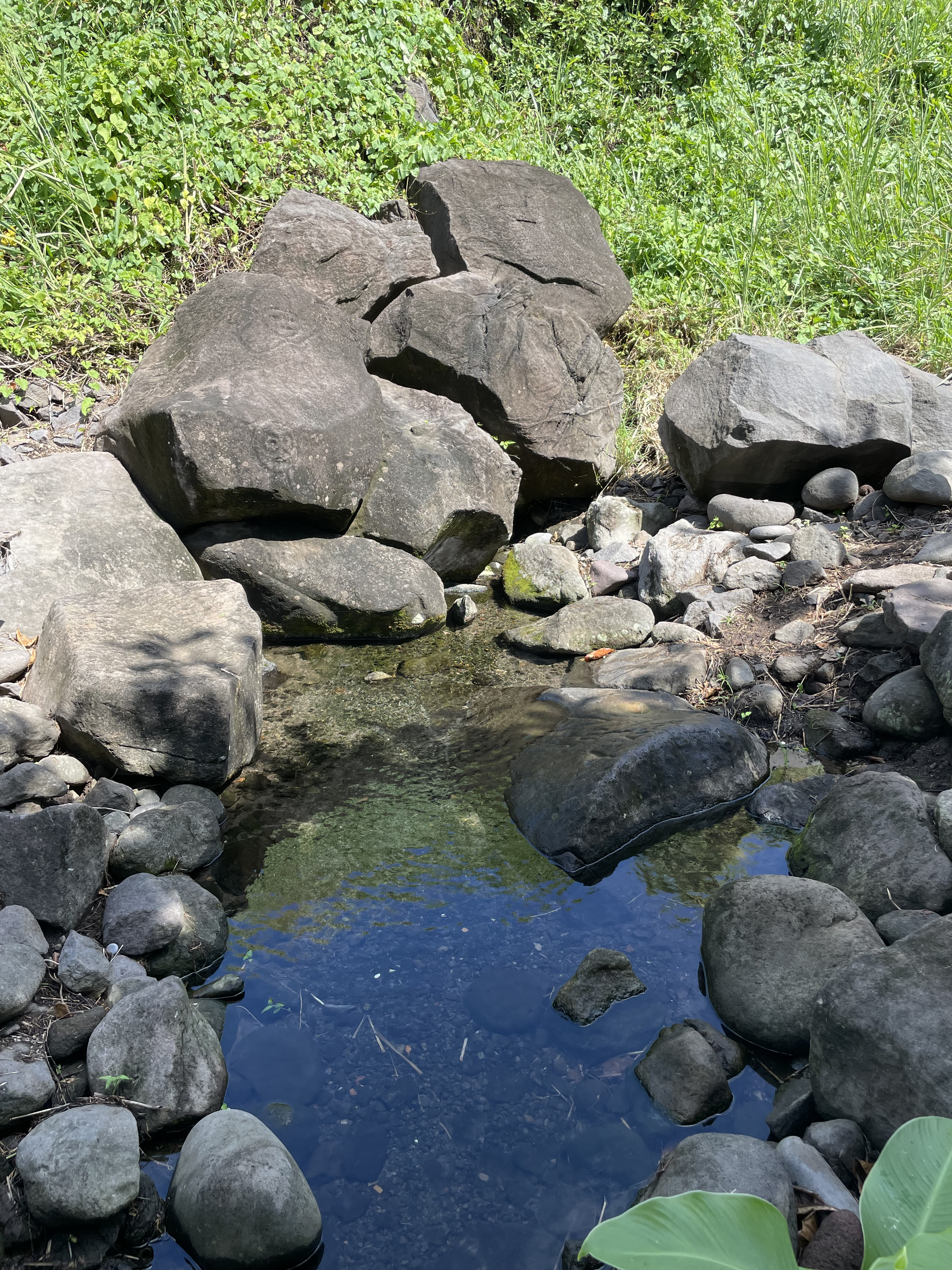
Vue générale du site

Les roches gravées de l'Anse des Galets, situées à 225 m au nord-est de l'embouchure de la rivière du Petit-Carbet et non loin de l'embouchure de la rivière Coulisse, ont été découvertes en 1995 par un archéologue amateur nommé Carloman Bassette.

## Description
Le site de l'Anse des Galets est constitué d'un affleurement de roche fracturé en divers blocs, situé autour d'une source. Neuf des blocs les plus proches de la source comportent des gravures. Parmi les différentes figures on peut reconnaitre plusieurs visages, un personnage masculin gravé en pied d'un mètre quarante, et une figuration considérée comme la représentation d'une femme accouchant. On compte également deux polissoirs néolithiques sur le site.
Il s'agit d'un site archéologique d'importance en raison de ses représentations anthropomorphiques.

## Datation
Quoique difficiles à dater, les pétroglyphes sont attribués par les chercheurs à la préhistoire récente, aux alentours de 1500 av. J.-C.

## Protection
Le site est propriété de l'État. Il a été classé monument historique par arrêté ministériel du 29 octobre 2012.